# كلية بينينسيولا للطب وطب الأسنان
كلية بينينسيولا للطب وطب الأسنان (بالإنجليزية: Peninsula College of Medicine and Dentistry)‏ هي إحدى المدارس لتعليم الطب في المملكة المتحدة. مركز هذه المدرسة الطبية هو جامعة إكزيتر
جامعة بليموث. تم تأسيس هذه المدرسة رسمياً في 2000. تدار بصورة مشاركة من جامعة إكزيتر وجامعة بليموث.